# Pezé-le-Robert
Pezé-le-Robert là một xã thuộc tỉnh Sarthe trong vùng Pays-de-la-Loire phía tây bắc nước Pháp. Xã này nằm ở khu vực có độ cao từ 93-277 mét trên mực nước biển.